# Rosenquist af Åkershult
Rosenquist af Åkershult är en adlig ätt, med ursprung från Småland. Adlad 1625 och introducerad 1627 på svenska riddarhuset med nummer 164. Ätten utgick 2003 på svärdssidan i Sverige, men fortlever i USA.
Ättens förste kände stamfader var befallningsmannen på Kronobergs gård i Småland Nils Birgersson. Dennes sonson, majoren Nils Johansson adlades 1625 med namnet Rosenquist. Vid första riksdagen år 1627 blev Anders Svensson Rosenquist genom lottning utsedd till huvudman för ätten. Ovan nämnde Nils Johnsson Rosenquist var närvarande vid 1627 års andra riksdag. I 1627 års förteckning kallas ätten för Rosenquist af Åkershult.. En gren lever i Nordamerika.
Nils Birgersson, till Åreryd eller Åryd i Hemmesjö socken och Kronobergs län.
- Fick år 1560 livstidsfrihet
- 1544 var han en ibland Slottsloven på Stegeborgs slott
- 1545 befallningsman på Kronobergs slott 1545;
- 1547 befallningsman på Kronobergs gård och härader, en befattning han ännu 1563 innehade
- Död år 1565.

Nils Birgerssons son:
Jöns Nilsson, till Åreryd samt Osaby i Sandsjö socken och Kronobergs län.
- Konung Eric XIV:s Köksmästare
- 1558 Ståthållare över hela Småland 1568
- 1566 den 29 oktober av Konung Erik XIV frälsefrihet till evärdelig ego, såsom andra af adel, på Åreryd, Himset och Wiistorp, med flera skattehemman i Kronobergs län.
- 1590 Befallningsman på Kronoberg 1590
- 1591 Slottsloven på Kalmar slott
- 1594 Häradshövding i Kinnevalds härad
- Levde ännu 1616.
- Gift med Kjerstin Gabrielsdotter, i hennes 3:e gifte, och som 1585 beryktades, att genom trolldom ha förgjort konung Johan III:s naturliga dotter Lucretia Gyllenhjelm.

Jöns Nilssons son:
Nils Jönsson, major vid Smålands kavalleri
- 1625 adlad med namnet Rosenqvist, till Åkershult i Korsberga socken och Rosenholm (förutkallad Härseryd) i Lannaskede socken och Jönköpings län
- 1627 introducerad 1627 med nummer 164)
- Kallar sig i underskriften på 1627 års Regeringsbeslut Nils Jönsson Rosenqvist
- 1646 den 18 juli donation på hemmanet Edzeryd i Lannaskede socken under Norrköpings Besluts villkor.
- Död 1646.

## Andra kända medlemmar
- Axel Rosenquist af Åkershult (1815-1907), häradshövding och riksdagsman
- Fredrik Rosenquist (1805-1872), känd för att ha introducerat underjäst öl i Sverige år 1843
- Johan Rosenquist (1731-1800), överjägmästare i Östergötland och Vadstena län
- Kjell Rosenquist af Åkershult (1851–1928), järnvägsman och ingenjör
- Nils Rosenquist af Åkershult (1893–1965), byråchef
- Tomas Rosenquist af Åkershult (1850–1907), häradshövding